# Islàndia
|  | Per a altres significats, vegeu «Islandia». |

Islàndia (en islandès, Ísland; IPA: [ˈistlant]) és un estat insular europeu que es troba a l'oceà Atlàntic Nord a la Dorsal atlàntica. El 2021 tenia una població estimada de 376.000 habitants, i una superfície total de 103.000 km². La seva capital i ciutat més gran és Reykjavík, que juntament amb l'àrea que l'envolta concentra dos terços de la població nacional. Islàndia és volcànicament i geològicament activa. L'interior de l'illa es compon principalment d'un altiplà caracteritzat per deserts, muntanyes i glaceres; mentre que molts rius glacials flueixen cap al mar a través de les terres baixes. Islàndia és escalfada pel corrent del Golf i té un clima temperat, tot i l'alta latitud justament als afores del cercle polar àrtic.
Segons el Landnámabók, l'assentament d'Islàndia va començar el 874, quan el capità noruec Ingólfur Arnarson es va convertir en el primer habitant permanent noruec de l'illa. Durant els segles següents, immigrants d'origen nòrdic s'hi van establir. Des de 1262 fins a 1918, era una part de les monarquies noruega i danesa. Fins al segle xx, la població islandesa depenia de la pesca i l'agricultura. Al segle xx, l'economia d'Islàndia i el seu sistema de benestar es van desenvolupar ràpidament. En dècades recents, Islàndia va aprovar el lliure comerç dins l'Espai Econòmic Europeu i va diversificar la seva economia.
Actualment, Islàndia té un dels nivells econòmics i de llibertat civil més elevats del món. El 2007, Islàndia va ocupar la primera posició mundial en l'índex de desenvolupament humà de les Nacions Unides. Islàndia és membre de l'ONU, l'OTAN, l'OCDE i el Consell Nòrdic.

## Geografia física

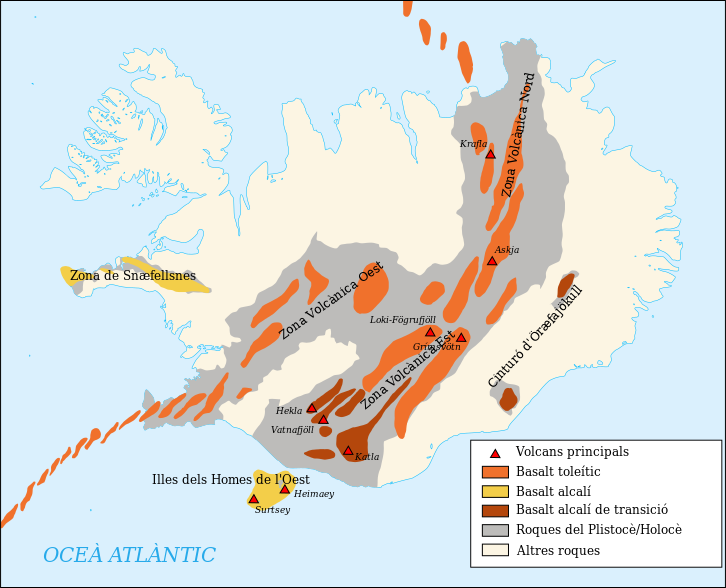
Mapa representant les principals plaques tectòniques a Islàndia. En gris el tram de dorsal atlàntica travessa totalment l'illa.

Islàndia se situa a l'oceà Atlàntic al sud del cercle polar àrtic, que passa a través de la petita illa de Grímsey davant la costa nord d'Islàndia, però no a través de la part continental del país. A diferència de Groenlàndia, el seu veí, forma part d'Europa, no pas d'Amèrica del Nord, encara que geològicament l'illa se situa entre les dues plaques continentals. Les illes més properes al país són Groenlàndia (a 287 km) i les illes Fèroe (a 420 km). La distància més propenca a la part continental d'Europa és de 970 km, cap a Noruega.
Localitzada sobre la dorsal atlàntica, al punt de contacte entre les plaques euro-asiàtica i nord-americana, l'illa coneix una notabilíssima activitat geològica, essent-ne característics els volcans i els guèisers. Els llacs més grans són el Þórisvatn (88 km²)i el Þingvallavatn (82 km²). L'Öskjuvatn és el llac més profund del país, amb 217 metres de profunditat.
Islàndia és la divuitena illa més gran del món i la segona més gran d'Europa, després de Gran Bretanya. L'illa principal fa 101.826 km², però la superfície total del país ascendeix a 103 000 km, dels quals el 62,7% és tundra. Al seu entorn hi ha fins a 30 illes menors, incloent-hi l'illa habitada de Grímsey i l'arxipèlag de les Illes Vestman. Els llacs i glaceres cobreixen el 14,3% del país i només el 23% és cobert de vegetació.
Islàndia es pot dividir, a grans traços, en dues parts: la costa amb nombrosos fiords i l'interior, un gran desert deshabitat amb llits de lava, muntanyes i glaceres (que ocupen cap al 10% del país). La major part de la població viu al sud-oest del país, a l'àrea metropolitana de Reykjavík. Una carretera fa la volta a tota l'illa, però l'interior del país només pot ser creuat amb tot-terreny. Hi ha tres parcs nacionals a Islàndia: el Parc Nacional Vatnajökull que inclou els antics Parc Nacional Jökulsárglijúfur i el Parc Nacional Skaftafell, i els actuals Parc Nacional Snæfellsjökull i Parc Nacional Þingvellir inscrit aquest darrer a la llista del Patrimoni de la Humanitat de la UNESCO.
Islàndia és un territori geològicament jove, localitzat a un punt calent i travessat per la dorsal atlàntica. Aquesta combinació fa que l'illa sigui extremadament activa, amb molts volcans, entre els quals els Hekla, Eldgjá, Herðubreið i Eldfell. Islàndia és un dels dos països del món on una dorsal oceànica s'aixeca sobre el nivell del mar. Hi ha molts guèisers, entre els quals Geysir, del qual es deriva la paraula en català, així com el famós Strokkur que fa erupcions cada 5 o 10 minuts. Hom fa ús de la gran disponibilitat d'energia geotèrmica i hidràulica per a la producció barata d'electricitat.
De mitjana, cada cinc anys sol patir una erupció volcànica. Moltes d'aquestes erupcions han tingut efectes importants dins del país i arreu del món, com per exemple la de Laki entre el 1783 i el 1784, que va provocar una fam que va causar la mort a un quart de la població local, a més d'un núvol de cendra volcànica que va cobrir parts d'Europa, Àsia i Àfrica. Entre el 1963 i el 1968, el material llançat per l'erupció del volcà Surtsey, va crear una nova illa que encara es troba entre les més joves del món. L'erupció de l'Eyjafjallajökull del 2010, va forçar centenars de persones a abandonar les seves llars i el núvol de cendra resultant de l'erupció va provocar el tancament de l'espai aeri d'una gran part del continent europeu.

Hi ha molts fiords al llarg dels seus 4970 km de litoral, on també se situen la majoria de les ciutats i pobles principals. L'interior de l'illa, les terres altes d'Islàndia, són una combinació freda i inhabitable de sorra i muntanyes. L'illa de Grímsey, just al sud del cercle polar àrtic, acull la població més septentrional del país. 

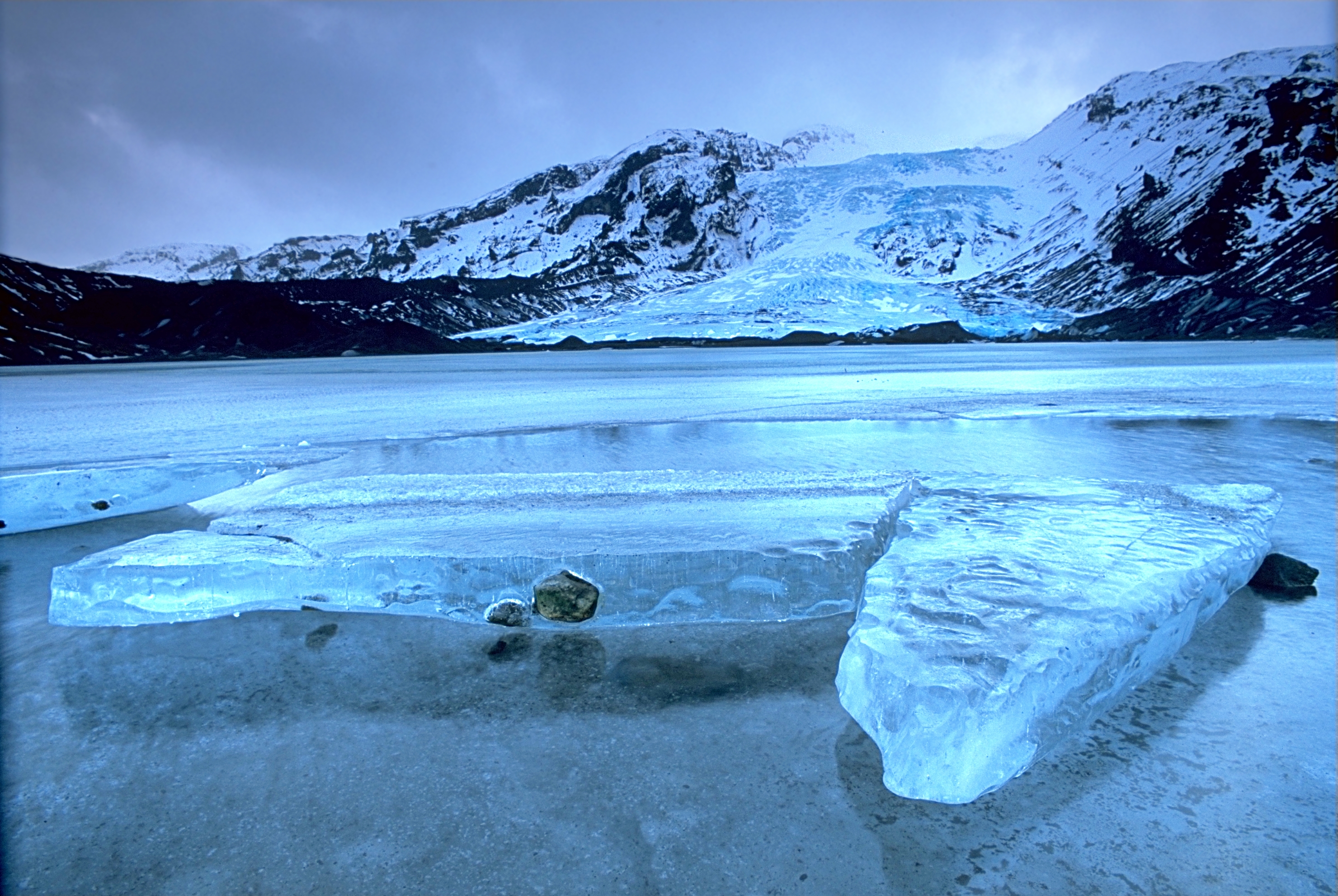
Glacera d'Eyjafjallajökull, una de les més petites de l'illa.

### Clima
El clima de la costa islandesa es classifica com a polar oceànic, és a dir, té estius frescos i breus i hiverns freds, amb temperatures que no baixen dels –3 °C. El corrent càlid de l'Atlàntic Nord provoca temperatures mitjanes anuals més grans que les que es presenten en latituds similars en altres parts del món. Les costes de l'illa es mantenen sense gel durant l'hivern, malgrat la seva proximitat a l'Àrtida; aquestes es presenten molt poques vegades, l'última de les quals registrada a la costa nord, en 1969/70

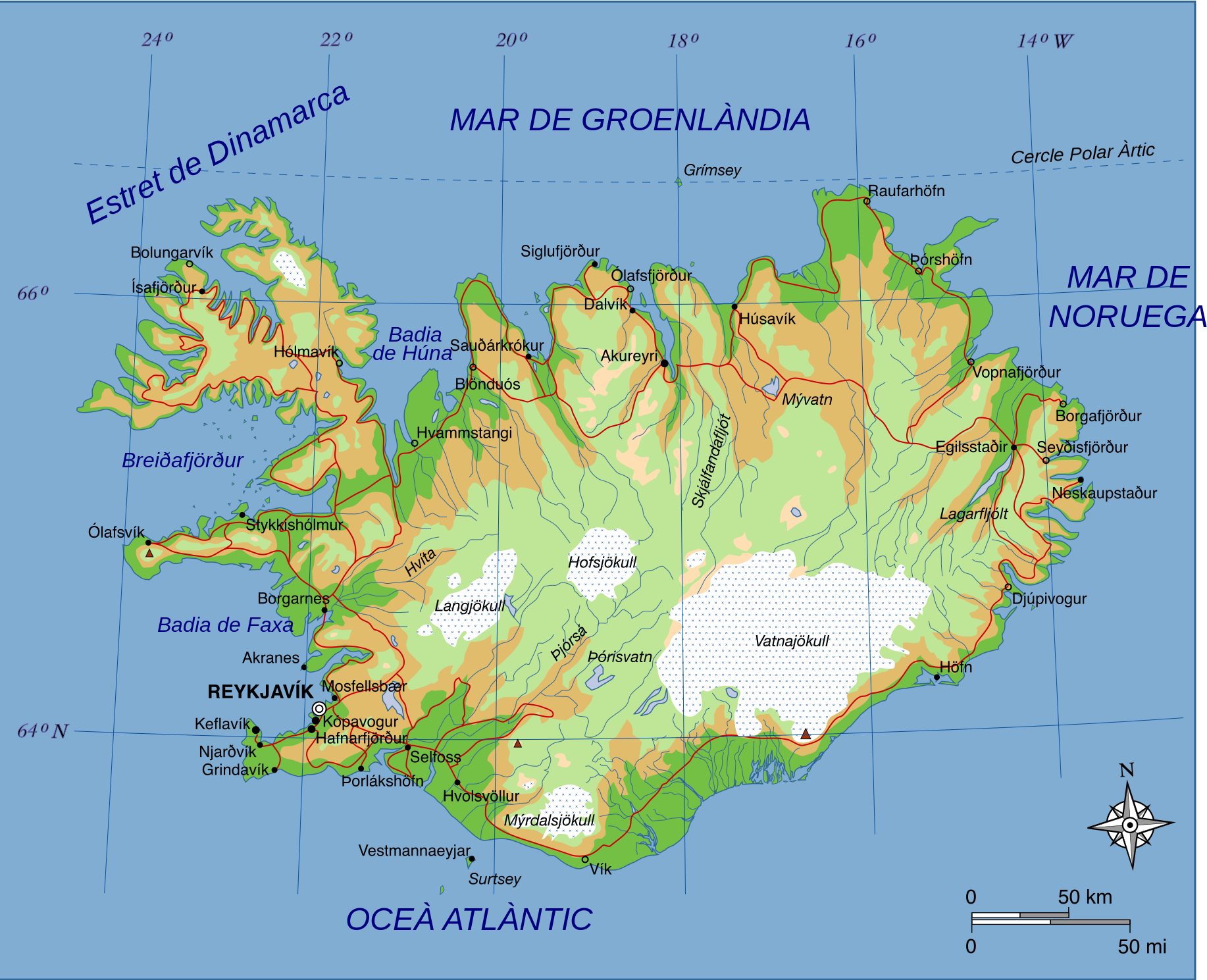
Mapa topogràfic de l'illa

La costa sud, sotmesa a l'embat dels vents marins, no té uns hiverns (tèrmicament) gaire rigorosos, tenint en compte la seva latitud: la temperatura mitjana de gener és de 0 °C Reykjavík (11 °C al juliol, mitjana anual d'uns 5 °C). La precipitació hi és de 775 mm, repartida en uns 150 dies l'any. El nord-est és una zona seca per culpa del fet de ser en una zona d'ombra pluviomètrica (les muntanyes del centre del país l'arreceren dels aires humits del sud-oest).
Hi ha variacions climàtiques entre una part de l'illa i una altra. En general, la costa sud és més càlida, humida i ventosa que la costa nord. Les terres baixes a l'interior i al nord de l'illa, són més àrides. Les nevades són més freqüents al nord que al sud, si bé són abundants a tota l'illa. Les terres altes de l'interior d'Islàndia són la zona més freda de tota l'illa. La temperatura més alta registrada al país va ser de 30,5 °C a Teigarhorn, a la costa sud-est, el 22 de juny de 1939. D'altra banda, la més baixa va ser de –38 °C a Grímsstaðir i Möðrudalur, al nord-est, el 22 de gener de 1918. A Reykjavík, les temperatures extremes registrades van arribar a 26,2 °C, el 30 de juliol de 2008, i -24,5 °C, el 21 de gener de 1918.
| Clima de Reykjavík (Islàndia) | gener | febrer | març  | abril | maig  | juny  | juliol | agost | setembre | octubre | novembre | desembre | any   |
| ----------------------------- | ----- | ------ | ----- | ----- | ----- | ----- | ------ | ----- | -------- | ------- | -------- | -------- | ----- |
| Temperatura màxima (en °C)    | 2°C   | 3°C    | 4°C   | 6°C   | 10°C  | 12°C  | 14°C   | 14°C  | 11°C     | 7°C     | 4°C      | 2°C      | 7.4°C |
| Temperatura mínima (en °C)    | -2 °C | -2°C   | -1°C  | 1°C   | 4°C   | 7°C   | 9°C    | 8°C   | 6°C      | 3°C     | 0°C      | -2°C     | 2.6°C |
| Precipitacions (mm)           | 89 mm | 64 mm  | 62 mm | 56 mm | 42 mm | 42 mm | 50 mm  | 56 mm | 67 mm    | 94 mm   | 78 mm    | 79 mm    | 799mm |

### Flora i fauna

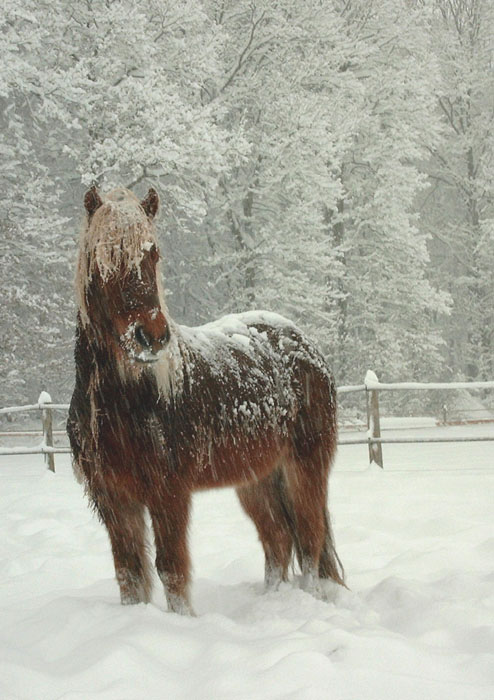
Cavall islandès

Poques plantes i animals han migrat a l'illa o evolucionat localment des de l'última glaciació, fa 10.000 anys. Entre la seva fauna, s'hi troba unes 1.300 espècies conegudes d'insectes, que és un nombre força baix en comparació amb altres països (més d'un milió d'espècies han estat descobertes a tot el món). Quan els primers humans van arribar a les seves terres, l'únic mamífer existent era la guineu àrtica (Vulpes lagopus), que va arribar a l'illa al final de l'edat de gel, caminant sobre el mar congelat. No hi ha rèptils nadius o amfibis a l'illa, però hi ha diverses espècies de mamífers marins.

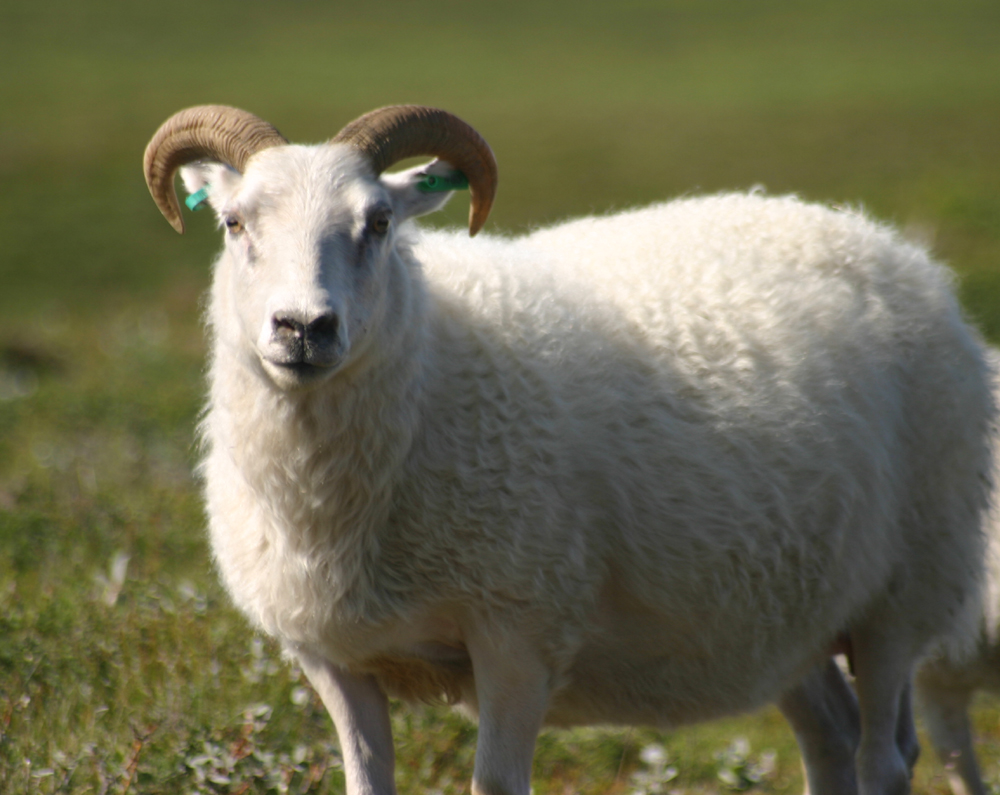
Ovella islandesa

Geogràficament, Islàndia pertany a la província àrtica de la Regió circumboreal dins del Regne Boreal. Aproximadament les tres quartes parts de l'illa són àrides; la vida vegetal es compon principalment de prats que regularment són utilitzats per al bestiar. L'arbre natiu més nombrós és el bedoll del nord (Betula pubescens), que anteriorment formava un gran bosc que s'estenia sobre una gran part d'Islàndia, juntament amb el trèmol (Populus tremula), la Moixera de guilla (Sorbus aucuparia), el ginebre (Juniperus communis) i altres arbres més petits.
Els assentaments humans permanents han pertorbat considerablement l'ecosistema aïllat de sòls volcànics i amb una diversitat d'espècies molt limitada. Durant segles, els boscos van ser molt explotats per a obtenir llenya i fusta. La desforestació va causar una pèrdua crítica de coberta vegetal a causa de l'erosió, cosa que redueix la capacitat del sòl per mantenir noves formes de vida. Avui dia, només hi ha uns pocs bedolls petits entre les seves 59 reserves naturals isolades. La plantació de nous boscos ha augmentat el nombre d'arbres, però no es pot comparar amb els boscos originals. Alguns dels boscos plantats inclouen noves espècies estrangeres.
Els animals d'Islàndia inclouen ovelles (Ovis aries), caps de bestiar (Bos taurus), pollastres (Gallus gallus), cabres (Capra), el poni islandès (Equus ferus caballus) i el gos islandès (Canis lupus familiaris). Moltes varietats de peixos viuen a les aigües de l'oceà que volta Islàndia i la indústria pesquera és un principal contribuent a l'economia, que representen més de la meitat de les exportacions totals del país. Mamífers silvestres inclouen la guineu àrtica (Vulpes lagopus), el visó (Neogale vison), ratolins (Apodemus sylvaticus), rates (Rattus rattus), conills (Oryctolagus cuniculus) i rens (Rangifer tarandus). Els ossos polars (Ursus maritimus) ocasionalment visiten l'illa, viatjant amb alguns gels procedents de Groenlàndia. Al juny del 2008, dos ossos polars van ser caçats en el mateix mes. L'ocellam, especialment els ocells marins, són una part molt important de la vida animal d'Islàndia. La caça comercial de balenes es practica de faiçó intermitent juntament amb la caça científica d'aquests animals.

## Política i govern

### Estructura de govern

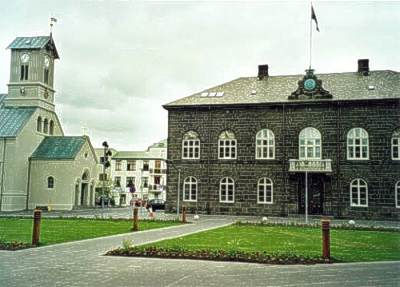
L'Alþingi a Reykjavík i la Catedral a l'esquerra

Islàndia és una democràcia representativa i una república parlamentària. El parlament actual, conegut en islandès com a Alþingi, va ser fundat el 1845, com a òrgan consultiu per al monarca danès. És considerat com el restabliment de l'assemblea fundada el 930 durant el període de mancomunitat i abolit el 1799. Per tant, Islàndia és considerada com una de les democràcies parlamentàries més antigues del món. Actualment té 63 membres, electes per períodes de quatre anys.
El president d'Islàndia té un rol principalment cerimonial o honorífic; és el cap d'estat i diplomàtic d'Islàndia, però també té l'autoritat de blocar una legislació aprovada pel parlament per sotmetre-la a referèndum nacional. El president actual és Ólafur Ragnar Grímsson. El cap de govern és el primer ministre, actualment Sigmundur Davíð Gunnlaugsson, qui, amb el gabinet, és responsable de la facultat executiva del govern. El gabinet és designat pel president després de les eleccions generals de l'Alþingi; en la pràctica, tanmateix, la designació és el resultat de les negociacions entre els líders dels partits polítics, els quals decideixen entre ells mateixos quins partits han de formar part del gabinet i com s'han d'assignar les posicions ministerials, sota la condició que la designació ha de tenir el suport de la majoria de l'Alþingi. Únicament quan els líders dels partits no arriben a posar-se d'acord dins un temps raonable, el president exerceix la seva facultat per designar el gabinet. Això no ha ocorregut des de la fundació de la república el 1944, tot i que el 1942, el regent del país, Sveinn Björnsson, que havia estat anomenat per l'Alþingi el 1941, va designar un gabinet no parlamentari. El regent tenia, en termes pràctics, la posició de president, i de fet Sveinn es convertí en el primer president del país independent el 1944. Els governs d'Islàndia han estat gairebé sempre formats per coalicions de dos o més partits, ja que cap partit no ha rebut la majoria absoluta dels escons des de la fundació de la república.

### Divisió administrativa

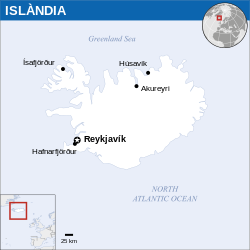
Mapa d'Islàndia

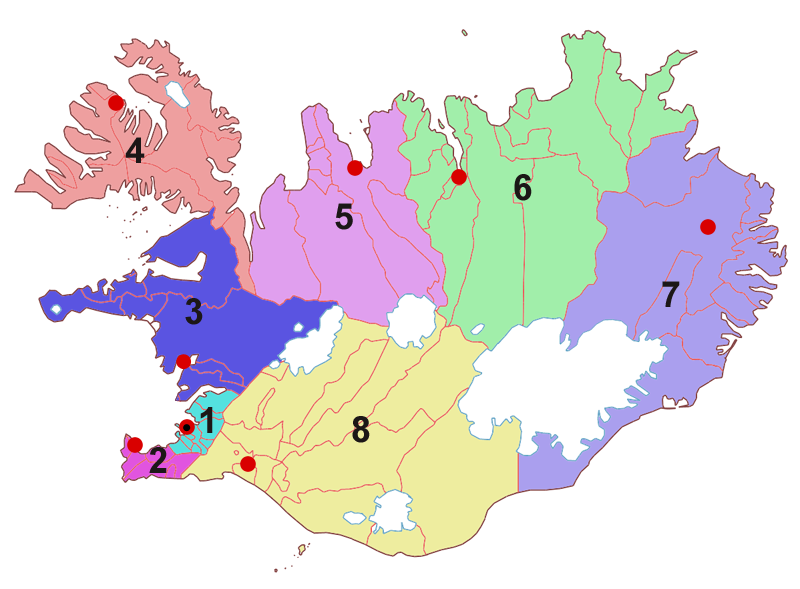
Regions d'Islàndia

Islàndia es divideix en regions, circumscripcions, comtats i municipis. Són vuit les regions utilitzades principalment en la recopilació de dades estadístiques. Les jurisdiccions de les corts de districte fan ús d'una versió més antiga de la divisió regional. Fins al 2003, les circumscripcions per a les eleccions parlamentàries i les regions eren coextensives, però després d'una esmena constitucional, les circumscripcions actuals són: Reykjavík del Nord, Reykjavík del sud, el sud-est (quatre àrees suburbanes de Reykjavík geogràficament separades), el nord-est, el nord-oest i el sud (excloent-ne Reykjavík i els suburbis). Aquest canvi es va produir per balancejar el pes de les diferents circumscripcions, puix que anteriorment un vot emès en les àrees poc poblades tenia el mateix pes que no pas un vot de Reykjavík. Aquest imbalanç s'ha reduït amb el nou sistema, però no ha estat eliminat.
Els vint-i-tres comtats d'Islàndia són merament divisions històriques. Actualment, Islàndia es divideix en vint-i-sis magistrats (sýslumenn, en singular sýslumaður), els quals representen el govern en diversos graus. Entre les seves tasques hi ha la recaptació d'imposts, l'administració de les declaracions de fallida, i el registre civil. Després d'una reorganització el 2007 la meitat està encarregada de la policia local.
Hi ha 79 municipis a Islàndia els quals són encarregats dels afers locals com ara l'educació, el transport i la designació de zones de construcció. Aquestes són les divisions administratives de segon nivell d'Islàndia, atès que les circumscripcions només són divisions electorals i estadístiques.

## Economia

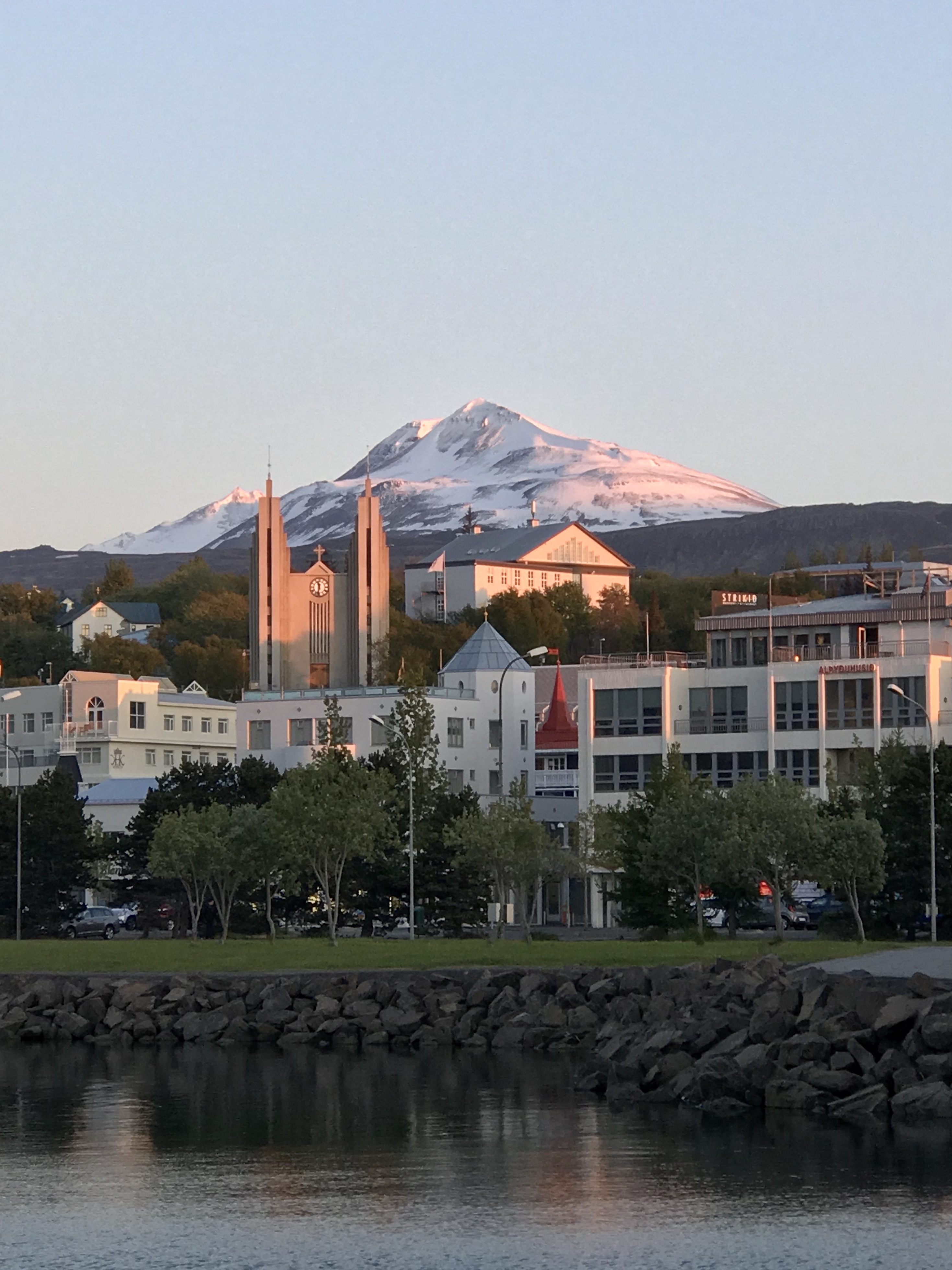
Akureyri, poble d'Islàndia

L'economia d'Islàndia és similar a la dels països escandinaus; l'economia social de mercat combina una estructura capitalista i els principis de lliure mercat amb un sistema de benestar molt extens. Amb poc recursos naturals, llevat de l'abundant energia hidrotèrmica i geotèrmica, l'economia depèn principalment de la indústria pesquera, la qual proveeix el 40% de la renda derivada de les exportacions i empra el 5% de la força laboral. Les fonts d'energia hidroelèctrica i geotèrmica són abundants a Islàndia; la primera ha promogut el desenvolupament de les empreses industrials modernes, com ara la indústria de l'alumini que fa un ús intensiu d'energia. En anys recents, l'economia ha assolit diversificar-se i el sector dels serveis inclou la producció de programari i la biotecnologia. El turisme també és important.
El 1970, Islàndia es va convertir en membre de l'Associació Europea de Lliure Comerç, un bloc comercial creat la dècada anterior per Àustria, Dinamarca, el Regne Unit, Noruega, Portugal, Suècia i Suïssa. Tanmateix, la majoria dels islandesos s'han oposat a l'entrada d'Islàndia a la Unió Europea, en gran part a causa de l'interès nacional en mantenir el control estricte dels seus recursos pesquers territorials.
El 2005 va signar l'Acord de Hoyvík amb les illes Fèroe, establint una molt àmplia llibertat de comerç entre els dos països.
Abans de la crisi financera del 2008, Islàndia havia experimentat taxes de creixement econòmic elevades, taxes d'atur baixes, i una distribució equitativa de la riquesa. Tanmateix, les condicions financeres globals van produir una depreciació abrupta de la moneda. Els bancs financers, molt sensibles a les condicions financeres mundials, en haver invertit en els mercats estrangers, i els préstecs i actius dels quals tenien un valor 10 vegades superior al producte interior brut del país, es van col·lapsar a finals del 2008. El govern va haver de negociar un préstec del Fons Monetari Internacional i altres països de $10.000 milions per estabilitzar la moneda i el sector financer, així com per garantir els dipòsits estrangers en els bancs islandesos. (Vegeu també: Revolució de les Cassoles).

## Geografia humana i societat

### Demografia

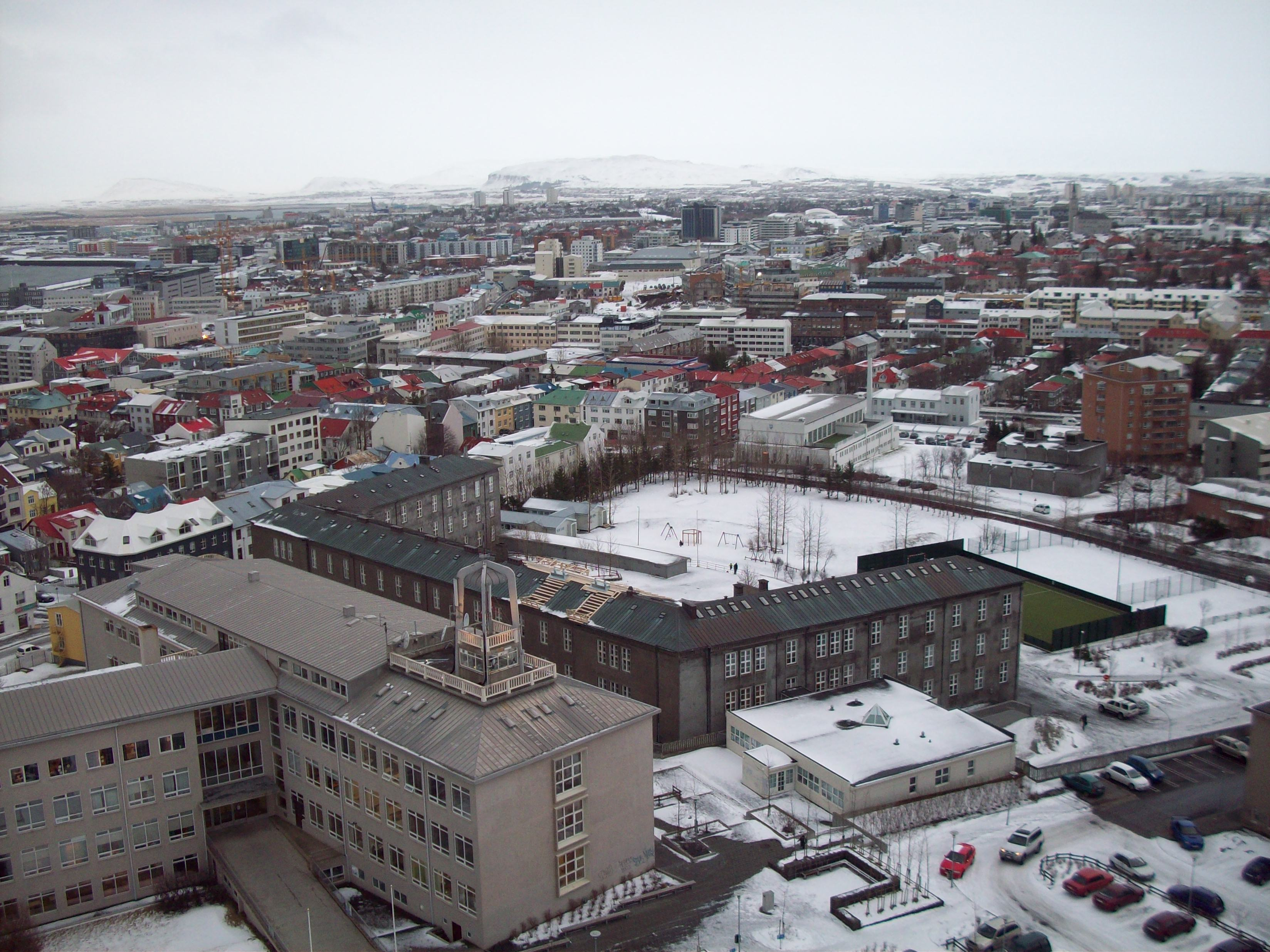
Reykjavík, la capital i l'àrea metropolitana més poblada d'Islàndia

S'estima que la població islandesa va variar entre 40.000 i 60.000 des del període del primer assentament fins al segle xix. Durant aquests segles, els hiverns freds, la pluja de cendres de les explosions volcàniques, i les plagues bubòniques, van afectar greument el creixement poblacional en diverses ocasions. El primer cens es va realitzar el 1703 i va mostrar que la població d'aleshores era de 50.358. Després de les erupcions volcàniques destructives del Laki durant 1783 i 1784, la població va decréixer a 40.000. La millora en les condicions de vida han propiciat un increment poblacional ràpid des de la segona meitat del segle xix; de 60.000 el 1850 a 320.000 el 2008.
L'àrea metropolitana més gran d'Islàndia és l'Àrea del Gran Reykjavík, amb una població de 200.000 o el 64% de la població del país. La regió on està localitzada, el sud-oest de l'illa, és la regió més densament poblada del país. Altres pobles importants que no formen part de l'àrea metropolitana de Reykjavík són Akureyri i Reykjanesbær.
El desembre de 2007 33.678 persones, és a dir, el 13,5% de la població total d'Islàndia, va néixer a l'estranger, incloent-hi els nens de pares islandesos que vivien a l'estranger. D'aquests, 19.000 o el 6% de la població total tenia una ciutadania estrangera. Els polonesos constitueixen el col·lectiu d'estrangers més gran. Prop de 8.000 polonesos el 2008 vivien a Islàndia, 1.500 dels quals vivien a Reyðarfjörður, on constitueixen el 75% de la força laboral en la construcció de la planta d'alumini de Fjarðarál. Aquest increment de la immigració ha estat a causa de l'escassesa de la mà d'obra i el ràpid creixement econòmic que es van produir al mateix temps que les restriccions per a les persones d'Europa Oriental, en unir-se a la Unió Europea el 2004, van ser eliminades. La crisi financera del 2008 farà tornar molts dels immigrants als seus països d'origen.

### Llengua
Llengua germànica parlada a Islàndia, l'islandès té el seu origen en el norrè occidental antic, llengua parlada a les diferents contrades de la Noruega medieval. L'aïllament d'Islàndia i la seva important cultura escrita han permès una conservació excepcional de la llengua original en la seva versió escrita. A més a més, ha desenvolupat neologismes basats en les arrels nadiues en comptes d'incorporar préstecs d'altres llengües. És l'única llengua germànica contemporània que conserva la lletra Þ / þ, adoptada del sistema grafemàtic de l'anglès antic, llengua que, en darrera instància, l'havia presa de l'alfabet rúnic. La llengua més propera a l'islandès és el ferisc. L'islandès és la llengua oficial i nacional.
L'anglès i el danès són llengües obligatòries d'aprenentatge. El danès és parlat d'una manera comprensible per als suecs i noruecs i sovint es coneix com a «escandinau» a Islàndia.

### Religió
La llibertat de religió és reconeguda en la constitució d'Islàndia, tot i que l'Església Nacional d'Islàndia, luterana, és l'Església de l'Estat. El 2005,
- el 80,7% eren membres de l'Església Nacional d'Islàndia,
- el 6,2% eren membres d'organitzacions religioses no registrades o sense afiliació denominacional,
- el 4,9% eren membres de les Esglésies Lliures Luteranes de Reykjavík i Hafnarfjörður,
- el 2,8% no eren membres de cap grup religiós,
- el 2,5% eren membres de l'Església Catòlica Romana,
- el 2,9% restant inclou altres denominacions cristianes o no cristianes.

Una religió no cristiana nombrosa és l'Odinisme, una religió germànica neopagana.

## Història

### L'assentament i l'establiment de la Mancomunitat
Es creu que les primeres persones que habitaren Islàndia foren els monjos irlandesos o ermitans, coneguts com a Papar, el segle viii. No hi ha, tanmateix, cap prova arqueològica per provar aquesta teoria, segons la qual, els monjos abandonaren l'illa amb l'arribada dels nòrdics, els quals s'hi assentaren entre el 870 i el 930 dC. El primer colon nòrdic conegut permanent fou Ingólfur Arnarson el qual construí la seva casa a Reykjavík l'any 874. Després d'Ingólfur arribaren altres colons, principalment nòrdics i llurs esclaus irlandesos. Per al 930, la major part de la terra cultivable ja havia estat presa i l'Alþingi, un parlament legislatiu i judicial, es fundà com a centre polític de la mancomunitat d'Islàndia. El cristianisme fou adoptat entre el 999 i el 1000. La Mancomunitat desaparegué el 1262, ja que el sistema polític dissenyat pels colons originals no pogué solucionar els problemes causats pel poder creixent dels cacics islandesos.

### De l'edat mitjana a l'edat moderna
Les lluites internes i la guerra civil de l'Era de Sturlung dugueren a la signatura de l'Antic Pacte, el qual posà Islàndia sota la corona noruega. La possessió d'Islàndia passà a Dinamarca-Noruega a final del segle xiv, quan els regnes de Noruega i Dinamarca s'uniren en la Unió de Kalmar. Els segles següents, Islàndia es convertí en un dels països més pobres d'Europa. La terra infèrtil, les erupcions volcàniques i el clima inclement dificultaren el desenvolupament d'una societat la subsistència de la qual depenia gairebé completament de l'agricultura. La pesta negra arribà a Islàndia el 1402 i el 1494, i en ambdues ocasions prop de la meitat de la població morí.
A mitjan segle xvi, el rei Cristià III de Dinamarca imposà el luteranisme en totes les terres del seu regne. L'últim bisbe catòlic d'Islàndia fou decapitat el 1550 amb dos dels seus fills, i el país es convertí així al luteranisme, denominació cristiana que fins a l'actualitat és majoritària. En els segles xvii i XVIII Dinamarca imposà restriccions extremes al comerç d'Islàndia, mentre que els pirates d'Anglaterra, Espanya i Algèria assaltaven les seves costes. Una epidèmia de verola al segle xviii matà un terç de la població. El 1783 el volcà Laki feu erupció, amb conseqüències devastadores. Durant els anys posteriors a l'erupció, coneguts com les Dificultats de la Boira (en islandès: Móðuharðindin), més de la meitat del bestiar del país morí, i la fam subsegüent matà un quart de la població.

### Independència i història recent

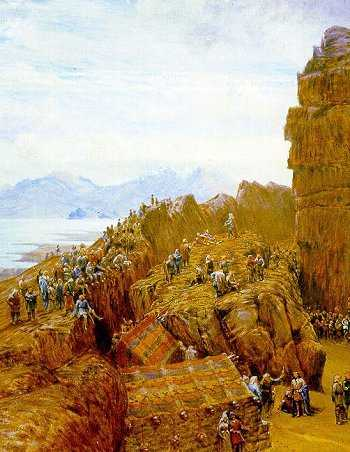
Pintura de l'Alþingi del

El 1814, després de les Guerres Napoleòniques, Dinamarca-Noruega se separà en dos regnes segons les estipulacions del Tractat de Kiel, i Islàndia es mantingué com a possessió danesa. Un moviment independentista s'aixecà, sota el lideratge de Jón Sigurðsson, inspirat en el nacionalisme romàntic de l'Europa continental.
El 1874, Dinamarca atorgà autonomia a Islàndia, i més competències el 1904. L'Acta d'Unió de Dinamarca i Islàndia, signat l'1 de desembre de 1918, reconegué Islàndia com a estat sobirà que compartia el monarca amb Dinamarca. Durant l'última meitat del segle xix molts islandesos emigraren a Amèrica del Nord, principalment al Canadà; prop de 15.000 d'una població total de 70.000 emigraren.
Islàndia, durant la Segona Guerra Mundial, declarà la seva neutralitat, igual que Dinamarca. Després de l'ocupació alemanya de Dinamarca, el 9 d'abril de 1940, el parlament islandès declarà que el govern islandès assumia l'autoritat que tenia el rei per prendre el control dels afers exteriors de l'illa i de totes les altres facultats que Dinamarca exercia en favor d'Islàndia. Un mes després, les Forces Armades Britàniques, ocuparen Islàndia, violant-ne la neutralitat.
El 31 de desembre de 1943, després de vint-i-cinc anys, va expirar l'Acta d'Unió. A partir del 20 de maig de 1944, els islandesos van votar en un referèndum de quatre dies, finalitzar la unió amb Dinamarca i establir una república, amb el 97% dels vots a favor de finir la Unió, i el 95% dels vots a favor de la nova constitució republicana. Islàndia esdevingué formalment una república independent el 17 de juny de 1944.
El 1946, els aliats abandonaren Islàndia. Es convertí en estat membre de l'OTAN el 30 de març de 1949. El 5 de maig de 1951 Islàndia signà un acord de defensa amb els Estats Units. Les tropes americanes retornaren a Islàndia i hi romangueren durant tota la Guerra Freda fins al 2006. Durant el període de postguerra, l'economia es desenvolupà ràpidament, mitjançant la industrialització de la indústria pesquera i amb el suport atorgat pel pla Marshall. Durant la dècada de 1970, Islàndia tingué diverses disputes amb el Regne Unit a causa de l'extensió dels límits pesquers del país. L'economia es diversificà i es liberalitzà després que Islàndia es fes membre de l'Espai Econòmic Europeu el 1992.
El 2003, Islàndia començà a transformar-se d'una nació coneguda per la seva indústria pesquera en un centre financer global. La crisi financera de l'any 2008 sacsejà amb duresa Islàndia. Els principals bancs van fer fallida i la corona islandesa patí una forta devaluació. El país hagué de rebre ajuts econòmics del Fons Monetari Internacional i altres països per a estabilitzar-se i contenir la devaluació de la moneda.
En part a conseqüència de la crisi, el 16 de juliol del 2009 Islàndia sol·licità l'adhesió a la Unió Europea, la qual s'hauria pogut materialitzar l'any 2012. L'anomenada «Revolució de les Cassoles» iniciada a Islàndia el 2008 va ser un model de referència per a altres moviments ciutadans a Europa, coneguts entre altres noms, com a «indignats».
Molts islandesos, però, van quedar descontents de l'estat de l'economia i les polítiques d'austeritat del govern. El Partit de la Independència, de centredreta, va tornar al poder en coalició amb el Partit Progressista, liberal, en les eleccions de 2013.
A partir de l'any 2018 Islàndia ha estat el primer país del món en aprovar una llei contra la bretxa salarial entre gèneres, a causa d'aquesta llei se sancionarà econòmicament a les empreses de més de 25 empleats, que tinguin diferència salarial per gèneres.